# Vlastimil Vrtiš
Vlastimil Vrtiš (24. prosince 1899 Přibyslav – 13. února 1990 Hradec Králové) byl český zoolog, antropolog, veterinární morfolog a vysokoškolský pedagog.

## Život
Po ukončení obecné školy v Přibyslavi a v Dubici v letech 1905–1910 absolvoval gymnaziální studia v Čáslavi a Praze. Poté v roce 1918 nastoupil ke studiu na Filozofické (a později Přírodovědecké) fakultě Univerzity Karlovy (absolvoval 1922). Poté nastoupil jako asistent do Zoologického ústavu Přírodovědecké fakulty Masarykovy univerzity, odkud přestoupil roku 1925 na Vysokou školu zvěrolékařskou. Zde se roku 1932 habilitoval a roku 1945 byl jmenován profesorem histologie a embryologie na Vysoké škole veterinární. V letech 1948–1952 byl zastupujícím děkanem pobočky Lékařské fakulty Univerzity Karlovy v Hradci Králové. Zde pedagogicky působil i poté, co se pobočka stala samostatnou fakultou.

## Dílo (výběr)
- Žláznatý boční orgán vodního hraboše (Arvicola scherman) [Shaw: ], jeho vývoj a změny na něm za říje = Glandular organ on the Flancs of the Water Rat, their Development and Changes during Breeding Season. Brno: Vysoká škola zvěrolékařská, 1930. 51 s. "Biologické spisy" vysoké školy zvěrolékařské; Sv. 9., spis 4. Sign. B 130
- Boční žláznatý orgán křečka = Glandular organ on the Hamster Cricetus cricetus ( L). Brno: Vysoká škola zvěrolékařská, 1930. 31 s. "Biologické spisy" vysoké školy zvěrolékařské; Sv. 9., spis 13-14. Sign. B 139-140.
- Vzpomínky na vznik a vývoj lékařské fakulty v Hradci Králové. [Hradec Králové: Lékařská fakulta Univerzity Karlovy, 1971]. 25 s., [10] s. obr. příl.